# Curtis Stinson
Curtis Stinson (New York, 15 febbraio 1983) è un ex cestista statunitense.

## Palmarès
- Campione NBDL (2011)
- NBDL MVP (2011)
- 2 volte All-NBDL First Team (2010, 2011)
- 2 volte miglior passatore NBDL (2010, 2011)